# Brachystelma malwanense
Brachystelma malwanense là một loài thực vật có hoa trong họ La bố ma. Loài này được S.R.Yadav & N.P.Singh mô tả khoa học đầu tiên năm 1993.